# Saint-Laurent-des-Hommes
 Saint-Laurent-des-Hommes  (en occitano Sent Laurenç daus Urmes) es una población y comuna francesa, situada en la región de Aquitania, departamento de Dordoña, en el distrito de Périgueux y cantón de Mussidan.

## Demografía
| 925 | 861 | 867 | 863 | 938 | 884 |
| Para los censos de 1962 a 1999 la población legal corresponde a la población sin duplicidades (Fuente: INSEE [Consultar]) |     |     |     |     |     |